# Fırat Altunmeşe
Fırat Altunmeşe (* 16. März 1990 in Istanbul) ist ein türkischer Schauspieler.

## Leben und Karriere
Altunmeşe wurde am 16. März 1990 in Istanbul geboren. Er ist der Sohn des türkischen Sängers İzzet Altınmeşe. Altunmeşe studierte an der İstanbul Bilgi Üniversitesi. Sein Debüt gab er 2013 in der Fernsehserie Vicdan. Von 2014 bis 2015 bekam er in der Serie Kaçak Gelinler die Hauptrolle. 2015 war er in Maral: En Güzel Hikayem zu sehen. Anschließend wurde er 2017 für die Serie Cesur ve Güzel gecastet. Im selben Jahr spielte er in Sofra Sırları die Hauptrolle. Zwischen 2019 und 2021 trat Altunmeşe in Mucize Doktor auf.

## Filmografie
Filme
- 2015: Hesapta Aşk
- 2017: Sofra Sırları

Serien
- 2013: Vicdan
- 2014–2015: Kaçak Gelinler
- 2015: Maral: En Güzel Hikayem
- 2016: Kehribar
- 2016–2017: Cesur ve Güzel
- 2017–2018: Aslan Ailem
- 2019–2021: Mucize Doktor
- 2021: Evlilik Hakkında Her Şey